# Club Voleibol Arona
Il Club Voleibol Arona è una società pallavolistica maschile spagnola, con sede ad Arona, sull'isola di Tenerife.

## Storia della società
Fondato nel 1997 con la denominazione Club Clínica San Eugenio, assunse l'attuale denominazione nel 2000 e approdò per la prima volta in Superliga nel 2001, dove milita tuttora.
Vanta le vittorie di una Coppe del Re (2004) e una Supercoppa (2005); ha conquistato inoltre vari titoli con la sua squadra giovanile.

## Palmarès
- Coppa del Re: 1

2003-04
- Supercoppa spagnola: 1

2004